# Regényfolyam
A regényfolyam (francia: roman-fleuve) összefüggő regények sorozatát jelenti, melyek egyes kötetei önálló regényként is megállják a helyüket, azaz önmagukban is teljesek. Egy regényfolyam általában egy központi szereplővel, egy nemzet adott korszakával vagy egy család egymást követő generációinak életével foglalkozik. Franciaországban a 20. század elején élte fénykorát, olyan művekkel, mint Marcel Proust Az eltűnt idő nyomában című regényfolyama, vagy Jules Romains A jóakaratú emberek (Les Hommes de bonne volonté) című 27 kötetes munkája. Mai regényfolyamok közé tartozik például a népszerű Harry Potter-sorozat.